# 多巴赫河
50°47′17″N 6°02′23″E / 50.788125°N 6.039786°E

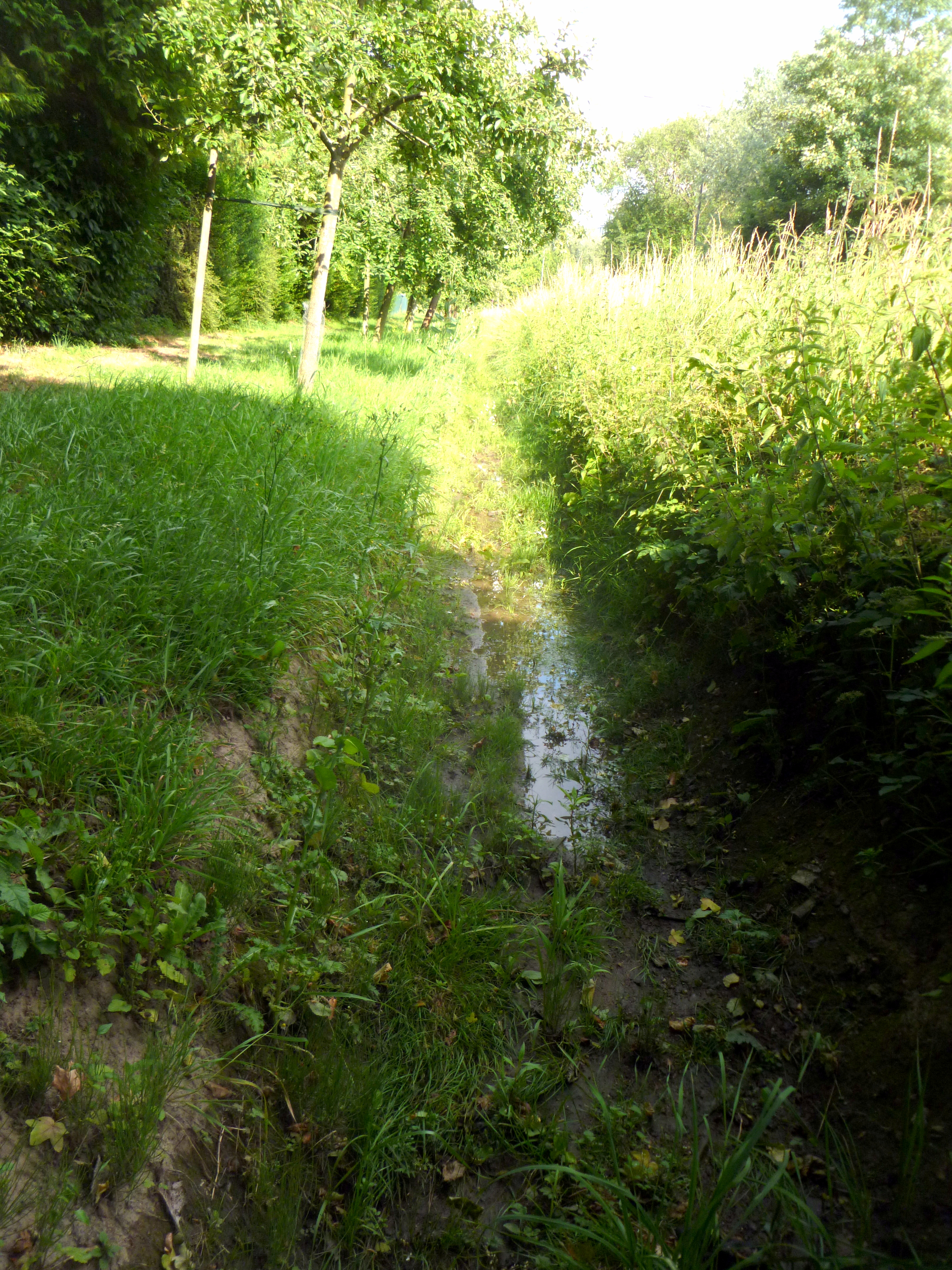

多巴赫河（德語：Dorbach），是德國的河流，位於該國西部，流經北萊茵-威斯特法倫州，屬於維爾德巴赫河的左支流，河道全長4.3公里，發源地海拔高度247米。